# Raymond Steylaerts
Raymond Steylaerts (* 3. April 1933 in Antwerpen; † 6. Januar 2011 in Middelkerke) war ein belgischer Billard-Kunststoßer und mehrfacher Welt- und Europameister.

## Karriere
Steylaerts internationale Karriere begann 1954 im Alter von 21 Jahren in  Madrid bei der Billard Artistique-Weltmeisterschaft, als er gleich im ersten Anlauf die Goldmedaille gewann. Er war auch ein respektabler Dreiband-Spieler. In dieser Disziplin gewann er drei belgische Titel. Er hatte das Pech, dass er auf seinen Lehrer René Vingerhoedt traf, deer sich auf seinem Weg als einer seiner größten Gegner herausstellte. Später musste er dann mit Raymond Ceulemans, der beste Karambolagespieler überhaupt, konkurrieren. So zo er sich aus dem Dreiband zurück und konzentrierte sich auf den Kunststoß.
Die Liste der Titel von Steylaerts ist lang. Seinen ersten WM-Titel holte er sich im Jahr 1970 in La Plata (Bolivien), vor Carlos Tosi. Es folgte eine kurze Ära, in der sein Landsmann Leo Corin drei WM-Titel gewann, doch Steylaerts dominierte 1979 wieder mit Goldmedaillen in Den Haag Maubeuge, Heeswijk-Dinther, Acapulco und Mönchengladbach. Bei den Weltmeisterschaften errang er insgesamt sechs Goldmedaillen, eine Silbermedaille und viermal Bronze. Seine europäischen Titel sind Anzahlmäßig noch beeindruckender. Es war, fast ununterbrochen, Titelträger zwischen 1954 und 1995.
Als Dreibandspieler war Steylaerts ein globaler Subtopper. Er war Zweiter bei der Weltmeisterschaft von 1964 in Ostende, hinter Raymond Ceulemans gewonnen hat. Bei der Europameisterschaft 1957 in Antwerpen war er Dritter, nach René Vingerhoedt und August Tiedtke, 1963 in Brüssel Dritter hinter Ceulemans und Johann Scherz und in Kopenhagen 1964 Dritter, auch hinter Ceulemans und Scherz. In Wien 1981 kam er bis ins Finale, musste sich dort aber erneut der Übermacht von Ceulemans beugen. In seiner 41 Jahre dauernden Karriere, die er 1995 beendete, gewann er insgesamt 38 internationale Medaillen und gehört damit zu den weltweit erfolgreichsten Billardspielern.
2011 verstarb Steylaerts 77-jährig an plötzlichem Herzstillstand in seinem Apartment in Middelkerke.

## Erfolge
Er ist Rekordhalter mit sechs WM-Titeln, 14 EM-Titeln und 26 belgischen Titeln im Kunststoß.
- Kunststoß-WM:  1970, 1979, 1980, 1984, 1986, 1987  1963  1966, 1972, 1973, 1995
- Kunststoß-EM:  1954–1957, 1959, 1961, 1962, 1973, 1975–1978, 1982, 1983  1950, 1951, 1968, 1969, 1981, 1987, 1995  1979, 1980, 1994
- Dreiband-Europameisterschaft:  1981  1957, 1963, 1964
- Belgische Dreiband-Meisterschaft:  1963, 1987, 1988   1958, 1964, 1965, 1966, 1979, 1990  1959, 1968, 1975, 1986